# Dicentra
Dicentra  é um gênero botânico da família Fumariaceae. Também conhecidas como Corações Sangrando.

## Espécies
| - Dicentra burmanica - Dicentra canadensis - Dicentra chrysantha - Dicentra cucullaria - Dicentra eximia - Dicentra formosa - Dicentra lachenaliaeflora - Dicentra lichiangensis - Dicentra macrocapnos - Dicentra nevadensis - Dicentra ochroleuca - Dicentra oregona - Dicentra pauciflora | - Dicentra paucinervia - Dicentra peregrina - Dicentra pusilla - Dicentra roylei - Dicentra scandens - Dicentra schneideri - Dicentra spectabilis - Dicentra thalictrifolia - Dicentra torulosa - Dicentra uniflora - Dicentra ventii - Dicentra wolfdietheri |